# Roel Augusteijn
R.H. (Roel) Augusteijn (* 9. September 1948 in Rhenen) ist ein niederländischer Politiker des CDA.

## Werdegang
Er war ab 1991 Mitglied des Provinciale Staten der Provinz Nordbrabant. 2001 wurde er Deputierter bei der Provinz für Kultur, 2003 für Soziales. Im September 2006 wurde er zum kommissarischen Bürgermeister von Hardinxveld-Giessendam ernannt. Zwischen 2008 und 2014 war er kommissarischer Bürgermeister von Maasdonk. Im August 2014 wurde er wieder zum kommissarischen Bürgermeister von Hardinxveld-Giessendam ernannt. 
| Personendaten    | Personendaten                      |
| ---------------- | ---------------------------------- |
| NAME             | Augusteijn, Roel                   |
| ALTERNATIVNAMEN  | Augusteijn, R.H.                   |
| KURZBESCHREIBUNG | niederländischer Politiker des CDA |
| GEBURTSDATUM     | 9. September 1948                  |
| GEBURTSORT       | Rhenen                             |